# Skróty i skrótowce używane w NATO – X
- XO - Executive Officer - zastępca dowódcy okrętu
- XR - Extended Range - zwiększony zasięg